# مدرسة الطب السريري (جامعة كامبردج)
مدرسة الطب السريري، جامعة كامبردج (بالإنجليزية: School of Clinical Medicine, University of Cambridge)‏ هي إحدى المدارس لتعليم الطب في المملكة المتحدة. مركز هذه المدرسة الطبية هو جامعة كامبردج. تم تأسيس هذه المدرسة رسمياً في 1842. ولكن بدأ تدريس الطب في الجامعة منذ 1540. مرتبطة بمستشفى أدينبروكس في كامبردج.